# Historia pública
La historia pública (o "historia aplicada") es un término utilizado para describir actividades orientadas a construir puentes entre el trabajo de los historiadores académicos y los intereses de diferentes tipos de audiencias públicas. Entre las actividades de preservación, interpretación y presentación del conocimiento histórico, en contextos de la esfera pública. como los museos, las bibliotecas, la escuela y el espacio público, su principal objetivo ha sido relacionado con la democratización y difusión del conocimiento histórico, es decir, con la ampliación de sus formas de acceso, uso y apropiación social
Sus orígenes como marco de acción, y como subcampo de estudios al interior de la disciplina histórica, son amplios y diversos, pues el interés por la relación del análisis histórico con las sociedades que estudia se encuentra tanto dentro de las academias de estudios disciplinares de la Historia, como en los estudios de Medios de comunicación, Museología y Museografía, Bibliotecología, en movimientos, colectivos y organizaciones civiles, y en general entre la ciudadanía.
La historia pública ha sido relacionada con ámbitos como los estudios sobre la memoria histórica, la divulgación patrimonial, la recreación histórica, la historia oral, la historia local, la historia popular, y la preservación de archivos. Quienes practican la historia pública se desempeñan como profesores, consultores históricos, profesionales en museos, bibliotecas y archivos, historiadores gubernamentales, archivistas, historiadores orales, gerentes de proyectos culturales, curadores, productores audiovisuales, intérpretes y mediadores históricos, conservadores, consultores de política pública, historiadores locales y activistas sociales y comunitarios. En ese desarrollo práctico, se resalta el desarrollo colaborativo y mancomunado, entre miembros de la academia y la ciudadanía, de narrativas históricas

## Definición
Una definición reciente del National Council on Public History comprende a la "historia pública como un movimiento, una metodología y un enfoque que promueve el estudio y la práctica en colaboración de la historia; sus practicantes asumen la misión de que sus particulares puntos de vista sean accesibles y útiles para el público”. Explica, además, que “la historia pública es una conceptualización y una práctica de las actividades históricas en las que, ante todo, es el propio público el que tenemos en mente". Según el NCPH, la sociedad contemporánea tiene un amplio interés por la historia, como lo demuestran las vacaciones en lugares de peregrinación y memoria, las visitas a museos, la audiencia de documentales históricos, los voluntariados en sociedades históricas, la participación en proyectos de historia comunitaria, y la investigación en historias familiares. 
La Historia Pública tiene como punto de partida las preguntas sobre dónde y cómo son producidos, circulados y consumidos los análisis históricos. En tanto los resultados de investigaciones históricas tradicionalmente circulan, en general, a través de formatos como libros, monografías, tesis y artículos académicos, y, por lo tanto, se dirigen a públicos académicos que se encuentran en salones de clase y congresos especializados, la historia pública hace uso de exposiciones, documentales audiovisuales, productos radiales y sonoros (podcast), recreaciones históricas , entre otras, y en formatos físicos, virtuales y digitales, accesibles a través de museos, bibliotecas, archivos y en espacios públicos. Esto le ha permitido ampliar su alcance entre diversos tipos de públicos.
Según el National Council on Public History de Estados Unidos hay tres elementos claves para considerar que se está haciendo historia pública:
- Se utiliza el método histórico.
- Hay un énfasis en el uso del conocimiento histórico más allá de los objetivos meramente académicos.
- Se enfatiza la práctica y la formación histórica[3].

Anaclet Pons comenta al respecto que "este enfoque centrado en el público, en la audiencia, es fundamental para comprender el trabajo de los historiadores públicos, y permite comprender realmente las posibilidades futuras para un trabajo transformador en ese campo."
En general, todos aquellos que se acogen al término historia pública aceptan que las fronteras del campo son flexibles. Su definición permanece como un trabajo en progreso, sujeta a re-evaluaciones permanentes a partir de la interacción con nuevas audiencias, objetivos, así como situaciones políticas, económicas o culturales.
El sentido de historia pública es tan amplio, que casi cualquier labor que desarrolle el historiador por fuera del campo de la enseñanza y la investigación universitaria puede ser considerada como historia pública. Este sentido práctico y de relación con la comunidad, ha llamado la atención de los historiadores, y ha venido contribuyendo a la resolución de problemas sociales según la agenda progresista mediante el uso de testimonios para procesos de memoria histórica, posconflicto, rescate de la identidad de las comunidades y del patrimonio material e inmaterial de las regiones. Además ha conllevado a la consideración de nuevos proyectos de historia aplicada a espacios públicos o privados, como también emprendimientos de historiadores, quienes han creado empresas lucrativas donde la historia se aleja totalmente de la enseñanza para dirigirse al sector de clientes, como por ejemplo la contribución para la organización de archivos empresariales, o el brindar “productos” para la definición de litigios legales como en los casos de definición de los territorios naturales de ciertas comunidades. Incluso la asesoría en restauración y conservación patrimonial se inscribe en el campo de la historia pública.[cita requerida]

## Disciplinas asociadas
Por definición, la historia pública se relaciona con diversas disciplinas académicas y desempeños profesionales, entre las que se destacan:
- Archivística
- Gestión del patrimonio cultural
- Historia digital
- Interpretación patrimonial
- Conservación histórica
- Arqueología histórica
- Museología
- Historia oral
- Bibliotecología
- Reconstrucción de la Memoria histórica

El sentido de historia pública es tan amplio que casi cualquier labor que desarrolle el historiador por fuera del campo de la enseñanza y la investigación universitaria puede ser considerada como historia pública. Este sentido práctico y de relación con la comunidad ha llamado la atención de los historiadores, y ha venido contribuyendo a la resolución de problemas sociales mediante el uso de testimonios para procesos de memoria histórica, posconflicto, rescate de la identidad de las comunidades y del patrimonio material e inmaterial de las regiones. Además, ha conducido a la consideración de nuevos proyectos de historia aplicada a espacios públicos o privados, como también emprendimientos de historiadores, quienes han creado empresas lucrativas donde la historia se aleja totalmente de la enseñanza para dirigirse al sector de clientes, como por ejemplo la contribución para la organización de archivos empresariales, o el brindar “productos” para la definición de litigios legales como en los casos de definición de los territorios naturales de ciertas comunidades. Incluso la asesoría en restauración y conservación patrimonial se inscribe en el campo de la historia pública.

## Recursos
Aunque la historia pública tomó forma en Estados Unidos y Canadá durante la década de los setenta, su desarrollo en América Latina y la península ibérica es apenas incipiente. El esfuerzo más importante hasta el momento lo constituye la Red Brasilera de Historia Pública, creada en el año 2012. Ese mismo año dicha organización realizó el primer simposio internacional de Historia Pública Archivado el 4 de marzo de 2016 en Wayback Machine. que fue el primero de su tipo en el continente.